# Pelagia van Tarsus
De heilige Pelagia van Tarsus (Tarsus - Rome, begin 4de eeuw) was een martelares, die in Tarsus in Cilicië (Klein-Azië) leefde tijdens het bewind van keizer Diocletianus. Volgens de overlevering zou de zoon en troonopvolger van Diocletianus verliefd op haar geworden zijn en met haar willen trouwen. Zij antwoordde dat zij dat niet kon, omdat zij gezworen had om maagd te blijven en gehuwd was met Jezus. Diocletianus' zoon raakte hierdoor zo ontgoocheld dat hij zelfmoord pleegde. Pelagia werd vervolgens door haar heidense moeder naar Rome gezonden, waar Diocletianus haar vroeg om zijn vrouw te worden. Zij weigerde en noemde de keizer geestesziek, waarop zij veroordeeld werd tot de dood door verbranding in een metalen ketel. Toen haar vlees aan het smelten was, verspreidde een geur van mirre zich over Rome.
De heidenen plaatsten vier leeuwen bij haar beenderen, maar de leeuwen beschermden het gebeente tegen de aasgieren en de kraaien zodat bisschop Linus het gebeente kon recupereren. Keizer Constantijn de Grote bouwde nadien een kerk op de plaats van haar overblijfselen. Haar feestdag is op 17 maart (vroeger 4 maart).